# 天主教林茨教區
天主教林茨教區（拉丁語：Dioecesis Linciensis）是羅馬天主教在奧地利的一個教區。屬維也納總教區。1785年1月28日自帕紹教區升為教區。

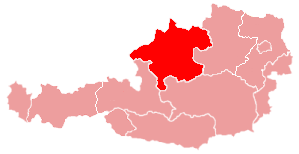
林茨教區管轄範圍圖

教區位於上奧地利州。2011年，有1,021,000名教友，估轄區總人口71.6%，有474個堂區、697名司鐸、104名終身執事、396名修士、887名修女。現任教區主教為路德維希·施瓦茨。